# Deporte en Armenia
Una gran variedad de deportes se juegan en Armenia. Los deportes populares en Armenia incluyen fútbol, baloncesto, voleibol y hockey. Además, el país envía atletas a los Juegos Olímpicos en boxeo, lucha, levantamiento de pesas, judo, gimnasia, atletismo, buceo, natación y tiro. El terreno montañoso de Armenia ofrece grandes oportunidades para la práctica de deportes como el esquí y la escalada en roca. Al ser un país sin litoral, los deportes acuáticos solo se pueden practicar en lagos, especialmente en el lago Sevan. Competitivamente, Armenia ha tenido mucho éxito en ajedrez, levantamiento de pesas y lucha libre a nivel internacional. Armenia también es un miembro activo de la comunidad deportiva internacional, con membresía plena en la Unión de Asociaciones Europeas de Fútbol (UEFA), la Federación Internacional de Bandy (FIB) y la Federación Internacional de Hockey sobre Hielo (IIHF). También alberga los Juegos Pan-Armenios.

## Juegos Olímpicos como parte de la URSS

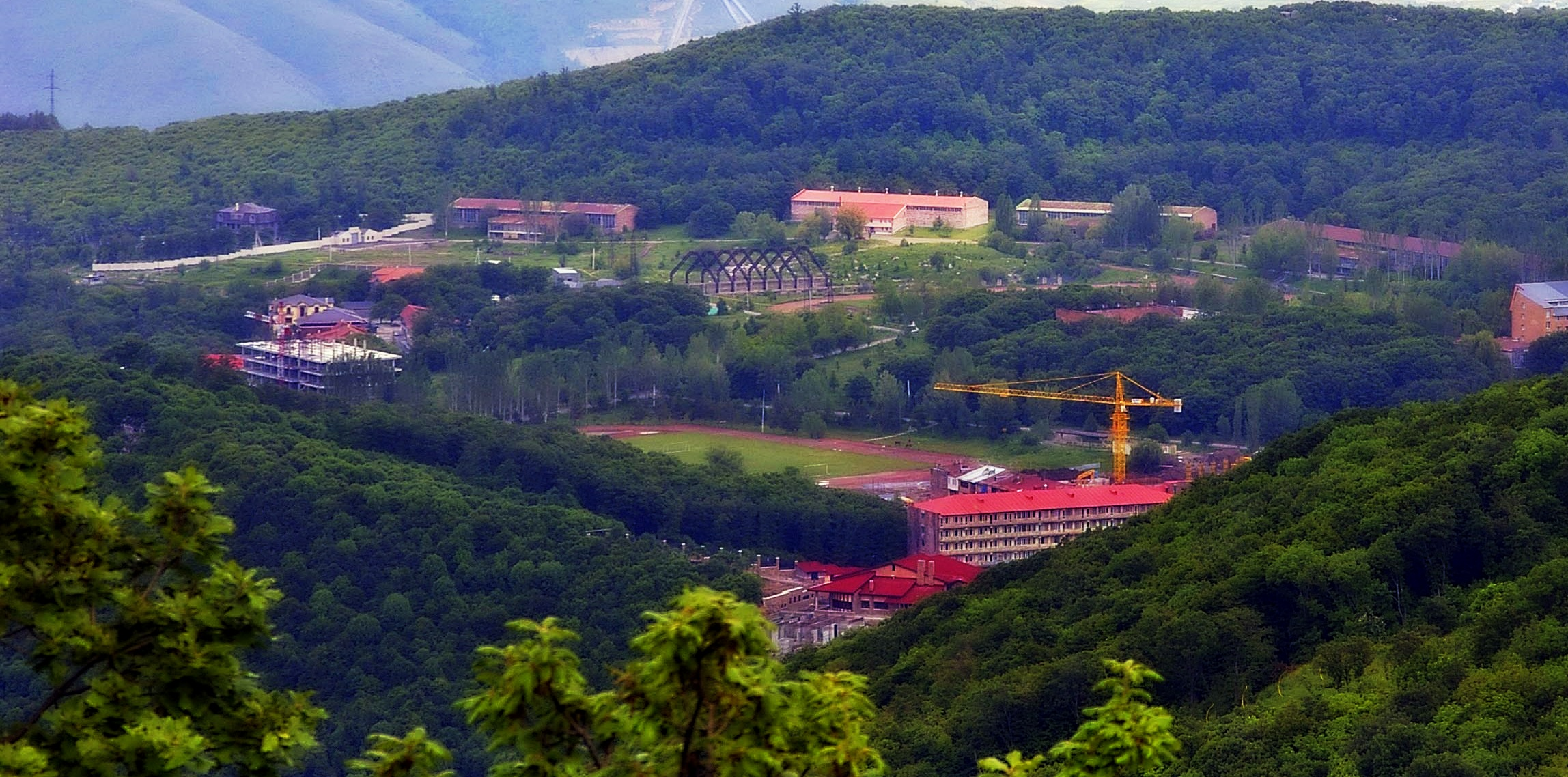
El complejo deportivo olímpico Tsaghkadzor, inaugurado en 1967 específicamente para albergar la preparación de los atletas soviéticos para los Juegos Olímpicos de verano de 1968 en la Ciudad de México.

Antes de 1992, los armenios participaban en los Juegos Olímpicos en representación de la URSS. Como parte de la Unión Soviética, Armenia tuvo mucho éxito, ganó muchas medallas y ayudó a la URSS a ganar la clasificación de medallas en los Juegos Olímpicos en numerosas ocasiones. La primera medalla ganada por un armenio en la historia olímpica moderna fue por Hrant Shahinyan (a veces escrito como Grant Shaginyan), quien ganó dos oros y dos platas en gimnasia en los Juegos Olímpicos de verano de 1952 en Helsinki. Para destacar el nivel de éxito de los armenios en los Juegos Olímpicos, se citó a Shahinyan diciendo:

Los deportistas armenios tuvieron que superar a sus oponentes por varios puntos para poder ser aceptado en cualquier equipo soviético. Pero a pesar de esas dificultades, el 90 por ciento de los atletas armenios en los equipos olímpicos soviéticos regresaron con medallas.

Armenia contribuyó con varios gimnastas más notables al poderoso equipo de gimnasia soviética, incluidos los campeones mundiales y olímpicos Albert Azaryan, Eduard Azaryan y Artur Akopyan.

## Olimpiadas después de la independencia
Armenia participó por primera vez en los Juegos Olímpicos de verano de 1992 en Barcelona, bajo un equipo unificado de la CEI, donde tuvo mucho éxito. A pesar de tener solo cinco atletas, los armenios ganaron 4 medallas. Hrachya Petikyan ganó el oro en disparos bruscos, Israel Militosyan ganó el oro en levantamiento de pesas, y en la lucha Mnatsakan Iskandaryan ganó el oro y Alfred Ter-Mkrtychyan ganó la plata. Desde los Juegos Olímpicos de Invierno de 1994 en Lillehammer, Armenia ha participado como una nación independiente.
Armenia participa en los Juegos Olímpicos de verano en boxeo, esgrima, lucha libre, levantamiento de pesas, judo, gimnasia, atletismo, buceo, natación y tiro con fuerza. También participa en los Juegos Olímpicos de Invierno en esquí alpino, esquí de fondo y patinaje artístico.

## Deportes populares

### Fútbol

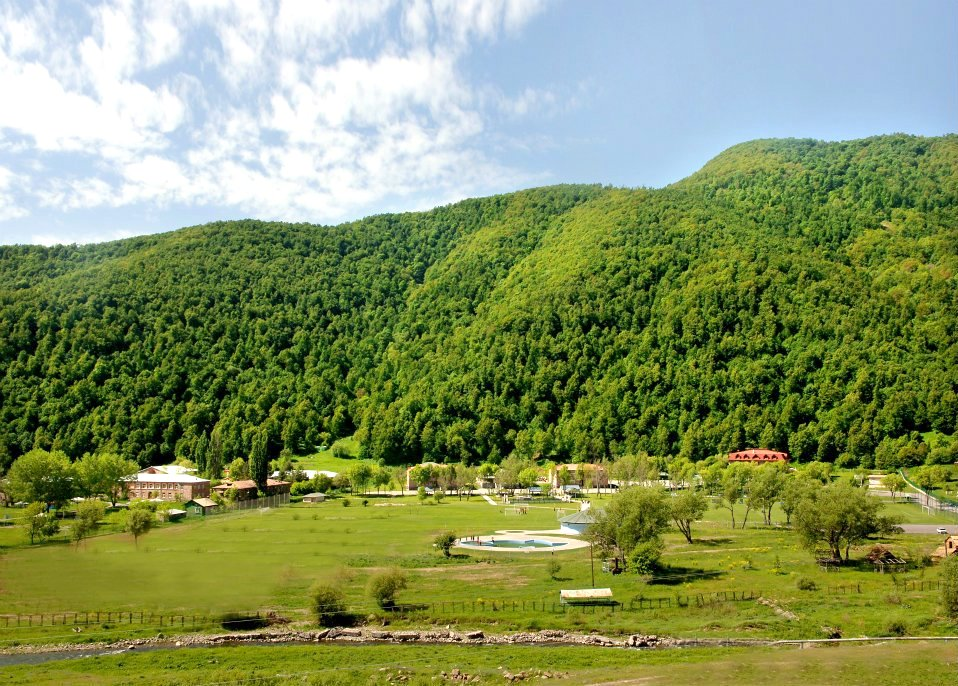
Campo de entrenamiento de fútbol Zepyur en la provincia de Kotayk.

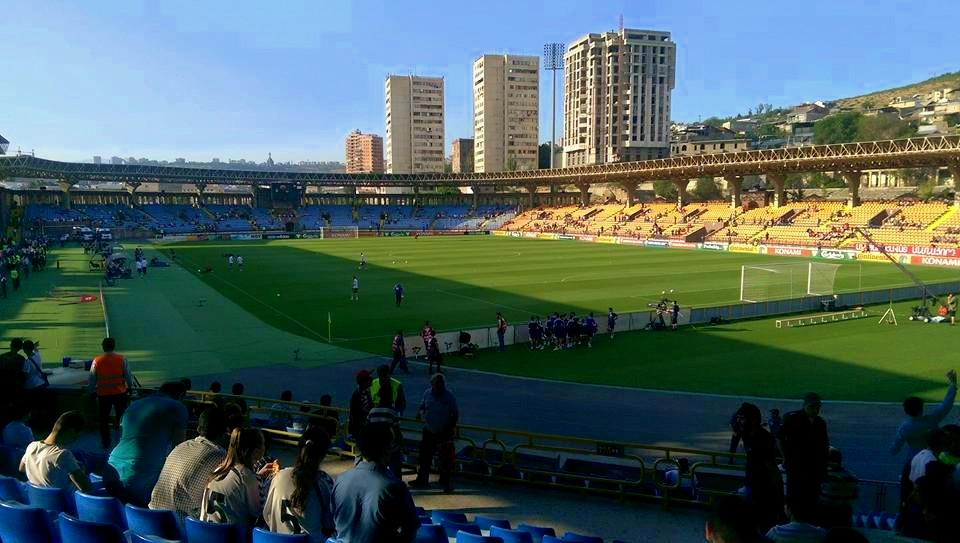
Estadio Republicano Vazgen Sargsyan.

Armenia solía jugar como parte del equipo nacional de fútbol de la URSS a nivel internacional. Su equipo más exitoso fue el FC Ararat de Ereván, que había ganado el campeonato soviético en 1973, y también había ido a casa para lograr la victoria en casa contra el FC Bayern de Múnich en la Copa de Europa 1974-75. Armenia jugó como parte de la URSS hasta 1992, cuando el equipo nacional de fútbol de Armenia jugó su primer partido oficial, que representa únicamente a Armenia, contra Moldavia. El equipo nacional está controlado por la Federación de Fútbol de Armenia. La Premier League de Armenia es la principal competición de fútbol en Armenia. La liga actualmente consta de ocho equipos y relega a la Primera Liga Armenia. Con los años, la liga ha evolucionado de una pequeña competencia, que consta de solo ocho equipos a dos divisiones separadas. Armenia también tiene muchos lugares de fútbol, como el Estadio Hrazdan y el Estadio Republicano Vazgen Sargsyan.

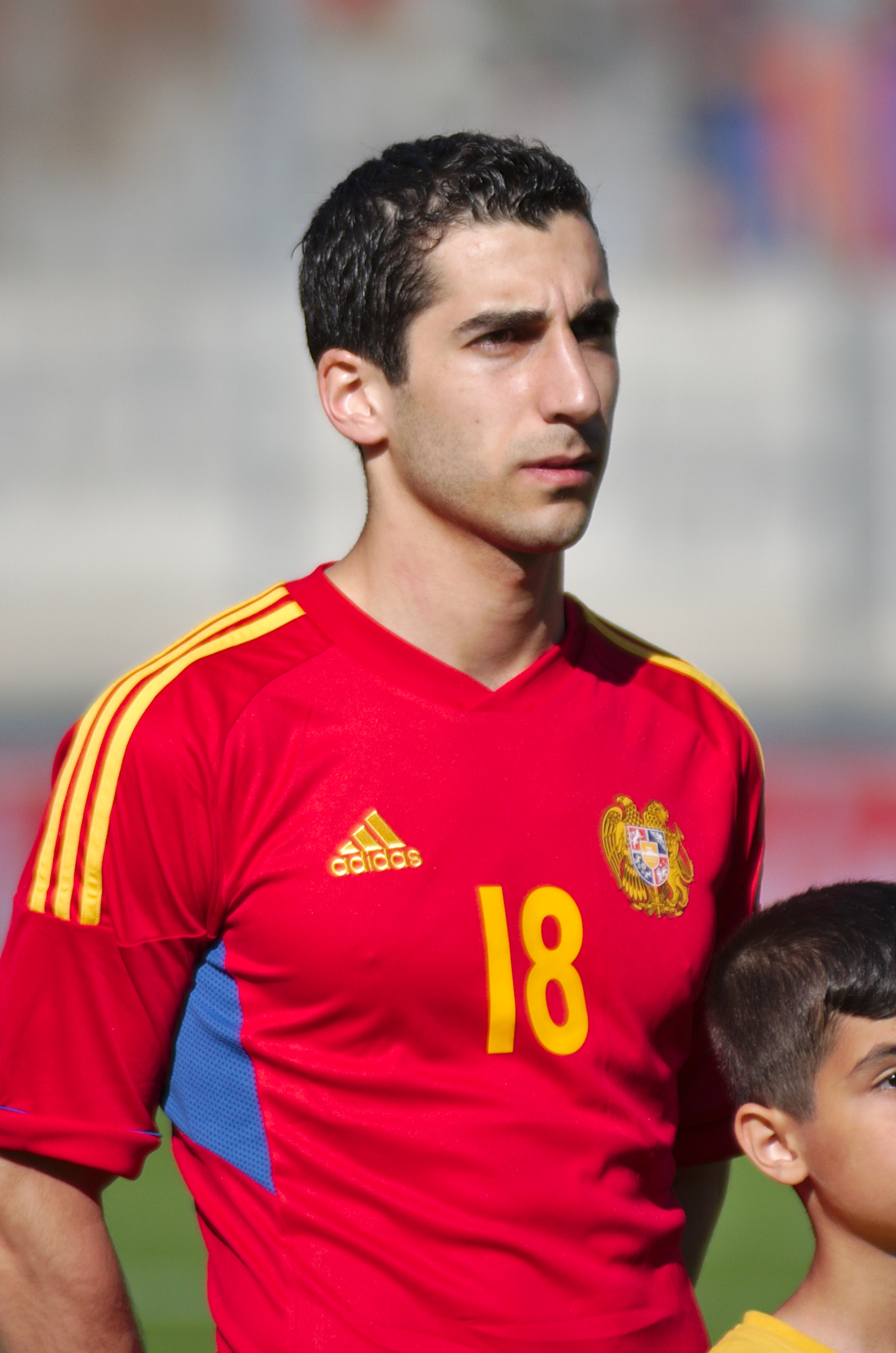
Henrikh Mkhitaryan es actualmente el futbolista más destacado de Armenia.

Nikita Simonyan fue miembro del equipo nacional de fútbol de la Unión Soviética que ganó la medalla de oro olímpica en los Juegos Olímpicos de Verano de 1956 y cuatro veces soviética de la Liga Superior y dos veces ganadora de la Copa Soviética jugando para el FC Spartak Moscú. Simonyan también se convirtió en el máximo goleador soviético de la Liga Superior tres veces. También tiene el récord de la mayoría de los goles anotados para Spartak Moscú en 133. Después de retirarse del fútbol, se convirtió en el entrenador en jefe de Spartak y más tarde se convirtió en el gerente de Spartak y FC Ararat Yerevan. Ambos equipos ganaron la liga superior soviética bajo la dirección de Simonyan.
Henrikh Mkhitaryan es el actual Capitán del equipo nacional de fútbol de Armenia y el jugador estrella del equipo. Mkhitaryan ha ganado la Premier League de Armenia cuatro veces y la Supercopa de Armenia dos veces como jugador del FC Pyunik. También le han otorgado el premio al futbolista armenio del año dos veces. A partir del 14 de noviembre de 2012, Mkhitaryan es el segundo máximo goleador de todos los tiempos para el equipo nacional armenio con 10 goles. Muchos otros jugadores armenios han jugado en ligas nacionales europeas como Arthur Petrosyan, Sargis Hovsepyan, Roman Berezovsky, Edgar Manucharyan, Yura Movsisyan y muchos otros.
Muchos futbolistas de la diáspora armenia representaron a su país de nacimiento, con los jugadores más notables, incluidos Youri Djorkaeff y Alain Boghossian, que formaron parte del equipo francés ganador en la Copa Mundial de la FIFA 1998, Andranik Eskandarian y Andranik Teymourian de Irán, Alecko Eskandarian de Estados Unidos. Estados, Kevork Mardikian y Mardik Mardikian de Siria, Wartan Ghazarian y Hagob Donabedian de Lebanon, etc.

### Ajedrez

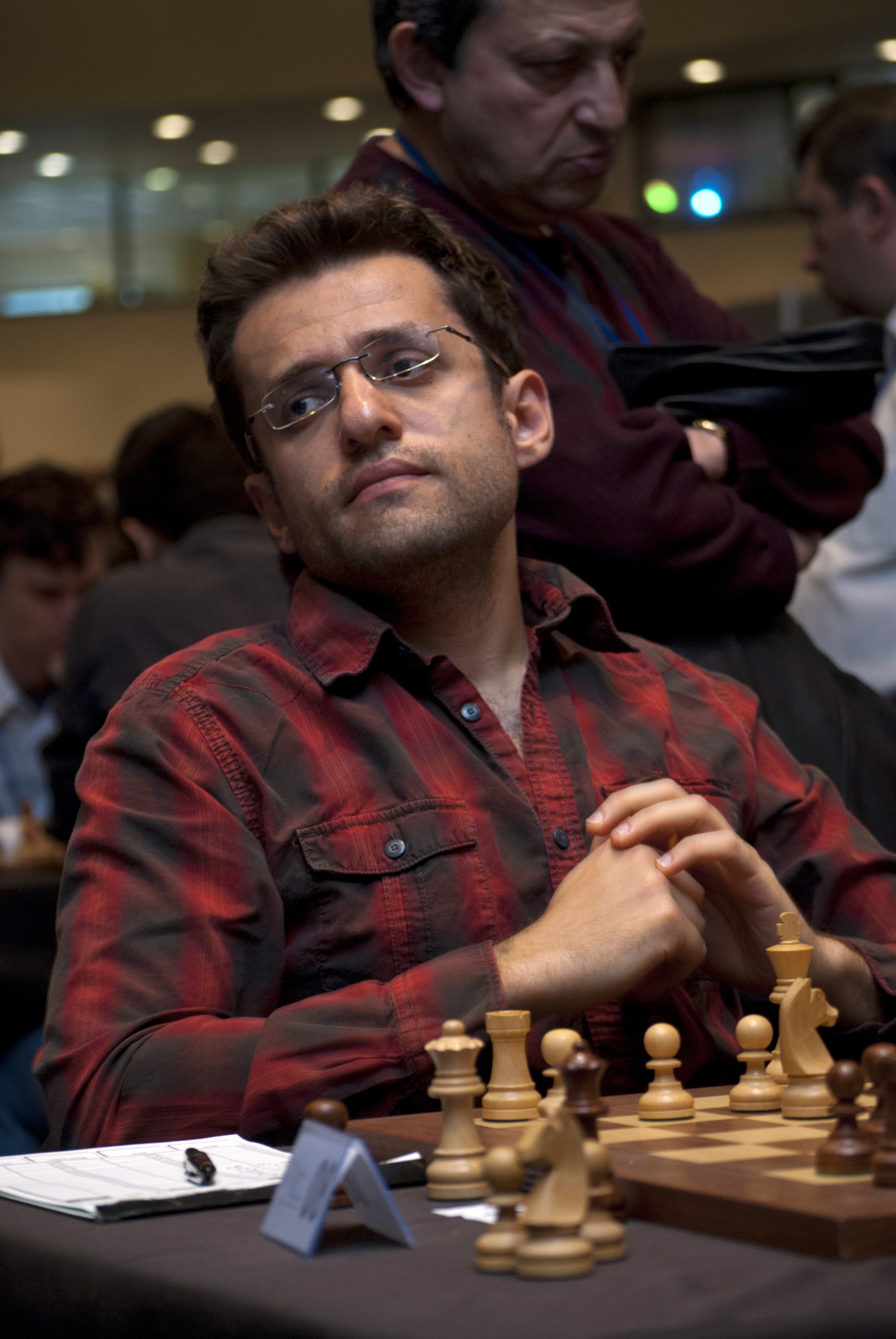
FIDE World Clasificado # 2 Levon Aronian.

El ajedrez sigue siendo el deporte mental más popular en Armenia, así como uno de los deportes más populares en general. Se juega ampliamente en Armenia y en la diáspora armenia, donde las escuelas armenias lo fomentan como una actividad curricular. Los jugadores de ajedrez armenios étnicos han tenido mucho éxito en la escena internacional del ajedrez. Los jugadores de ajedrez notables de Armenia incluyen Tigran Petrosian, Levon Aronian, Vladimir Akopian, Gabriel Sargissian, Sergei Movsesian y Rafael Vaganian. El legendario jugador de ajedrez Garry Kasparov es de ascendencia armenia.
Armenia ha ganado el Campeonato Europeo de Ajedrez por Equipos en las secciones de hombres (1999) y mujeres (2003). El equipo masculino de 1999 estaba compuesto por Smbat Lputian, Artashes Minasian, Ashot Anastasian, Levon Aronian y Arshak Petrosian. El equipo femenino de 2003 estaba compuesto por Elina Danielian, Lilit Mkrtchian y Nelly Aginian.
Levon Aronian ganó la Copa del Mundo de Ajedrez en 2005.
En 2006, el equipo armenio de ajedrez de Levon Aronian, Vladimir Akopian, Gabriel Sargissian, Karen Asrian, Artashes Minasian y Smbat Lputian ganaron la Olimpiada de Ajedrez en Turín. Dos años más tarde, Armenia defendió con éxito su título de Olimpiada con una segunda victoria consecutiva en Dresde, el equipo compuesto por Levon Aronian, Vladimir Akopian, Gabriel Sargissian, Tigran L. Petrosian y Artashes Minasian.
Armenia ganó el Campeonato Mundial de Ajedrez por Equipos en 2011, contra los diez mejores equipos del mundo, incluidos Rusia y China. Los miembros del equipo de ajedrez armenio fueron Levon Aronian, Sergei Movsesian, Vladimir Akopian, Gabriel Sargissian y Robert Hovhannisyan.
El equipo armenio de ajedrez ganó el título de la Olimpiada por tercera vez en 2012 en la Olimpiada de Ajedrez organizada en Estambul. El equipo estaba formado por Levon Aronian, Sergei Movsesian, Vladimir Akopian, Gabriel Sargissian y Tigran L. Petrosian.
Armenia actualmente ocupa el quinto lugar en la tabla de medallas de la Olimpiada de Ajedrez de todos los tiempos a pesar de solo competir desde 1992. La nación también fue una potencia contribuyente para la Unión Soviética que aún ocupa el primer lugar. El propio Tigran Petrosian todavía ocupa el puesto n. ° 1 por los mejores resultados individuales en la sección abierta.

### Baloncesto

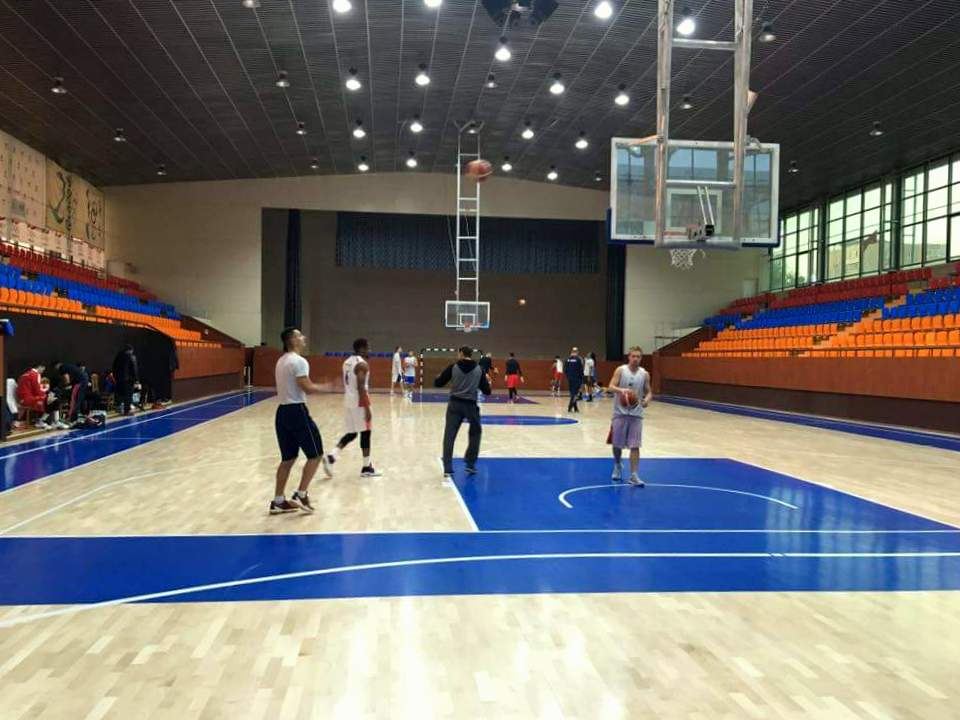
Equipo nacional de baloncesto de Armenia en el Mika Arena.

A pesar de la popularidad del baloncesto en Armenia, el equipo nacional del país recientemente fue noticia internacional al ganar el Campeonato Europeo FIBA 2016 para Países Pequeños.
Los mejores jugadores de baloncesto de Armenia juegan todos fuera del país, principalmente en los Estados Unidos y Rusia.
La primera temporada de la competencia profesional de baloncesto nacional de Armenia conocida como Liga de Baloncesto A se lanzó en octubre de 2017 con 7 equipos participantes, que representan a las ciudades de Ereván (4 equipos), Gyumri, Artik y Stepanakert.

### Lucha
La lucha ha sido un deporte exitoso en los Juegos Olímpicos para Armenia. La mitad de los doce medallistas olímpicos armenios y luchadores. En los Juegos Olímpicos de verano de 1996 en Atlanta, Armen Nazaryan ganó el oro en la categoría de peso mosca grecorromana masculina (52 kg), y Armen Mkrtchyan ganó la plata en la categoría de pisapapeles estilo libre masculino (48 kg), asegurando las dos primeras medallas de Armenia en su moderno Historia olímpica
Con el único medallista de oro de Armenia, Nazaryan, solo dos medallistas de plata, Mkrtchyan y Arsen Julfalakyan, y la mitad de los medallistas olímpicos enteros como luchadores, la lucha es el deporte olímpico más exitoso de Armenia.
Armenia fue sede de la Copa del Mundo de lucha FILA 2010. El equipo de lucha armenio ocupó el tercer lugar general y los luchadores armenios ganaron individualmente tres de las siete medallas de oro.
La lucha armenia tradicional se llama kokh, y se practica con atuendo tradicional; Fue una de las influencias incluidas en el deporte de combate soviético del sambo, que también es muy popular.

### Levantamiento de pesas
El levantamiento de pesas también ha sido un deporte exitoso para Armenia en los Juegos Olímpicos, con Arsen Melikyan ganando la medalla de bronce en la categoría de peso medio masculino (77 kg) en los Juegos Olímpicos de Verano 2000, que fue la primera medalla olímpica independiente de la República de Armenia en levantamiento de pesas. En abril de 2007, el equipo nacional armenio ganó el Campeonato Europeo de 2007 en Estrasburgo, con 10 medallas de oro. Nazik Avdalyan y Tigran Gevorg Martirosyan se convirtieron en Campeones del Mundo de Halterofilia en 2009 y 2010, respectivamente.
Antes del establecimiento de una Armenia independiente, los levantadores de pesas armenios como Yurik Sarkisyan, Oksen Mirzoyan y Yurik Vardanyan compitieron por la Unión Soviética y tuvieron mucho éxito. Vardanyan ganó la medalla de oro en los Juegos Olímpicos de Verano de 1980, convirtiéndose en el primer levantador de pesas del mundo en alcanzar un total de 400 puntos en la categoría de peso de 82.5 kg. Obtuvo el título de Maestro de Deportes de la URSS en 1977, y recibió la Orden de Lenin en 1985. Yurik Vardanyan, Yurik Sarkisian y Oksen Mirzoyan establecieron múltiples récords mundiales durante sus distinguidas carreras.

### Boxeo
El boxeo es un deporte popular en Armenia. El país ha enviado regularmente competidores a los Juegos Olímpicos, pero tuvo poco éxito.
Aunque Armenia ha tenido poco éxito en el boxeo amateur, el país todavía ha producido un medallista olímpico, Hrachik Javakhyan, y un campeón mundial, Nshan Munchyan.
Los boxeadores armenios han tenido más éxito en el boxeo profesional. Vic Darchinyan y Arthur Abraham han ganado títulos mundiales en diferentes divisiones de peso. Susi Kentikian también ha ganado títulos mundiales en boxeo femenino. Khoren Gevor es un cuatro veces retador del título mundial. Vanes Martirosyan y Karo Muratyan son contendientes en ascenso.

### Gimnasia artística
Armenia ha producido muchos campeones olímpicos en gimnasia artística durante los días soviéticos, como Hrant Shahinyan, Albert Azaryan y Eduard Azaryan. El éxito de los gimnastas armenios en las competiciones olímpicas ha contribuido en gran medida a la popularidad del deporte. Por lo tanto, muchos competidores destacados representan al país en los campeonatos europeos y mundiales, incluidos Artur Davtyan y Harutyun Merdinyan.
La capital, Ereván, tiene muchas escuelas estatales de gimnasia artística, incluida la Escuela Albert Azaryan, abierta en 1964, y la Escuela Hrant Shahinyan, abierta en 1965.

### Fútbol sala
El fútbol sala es muy popular en Armenia. Muchas compañías y universidades tienen sus propios equipos, que participan en la Liga de Fútbol Sala de Armenia. Actualmente, ocho equipos participan en la liga de fútbol sala de Armenia, que representan a las ciudades de Ereván, Gyumri, Vanadzor, Kapan y Alaverdi. El Mika Sports Arena de Ereván es el estadio del equipo nacional de fútbol sala de Armenia.

## Otros deportes en crecimiento
- El equipo nacional armenio de hockey sobre hielo está dirigido por la Federación de Hockey sobre Hielo de Armenia. Organizaron la división III, torneo del Grupo B del Campeonato Mundial 2010.
- En un intento por promover el patinaje artístico y el hockey sobre hielo en Armenia, el Centro de Patinaje Artístico Irina Rodnina se inauguró en Ereván, en diciembre de 2015.[6]

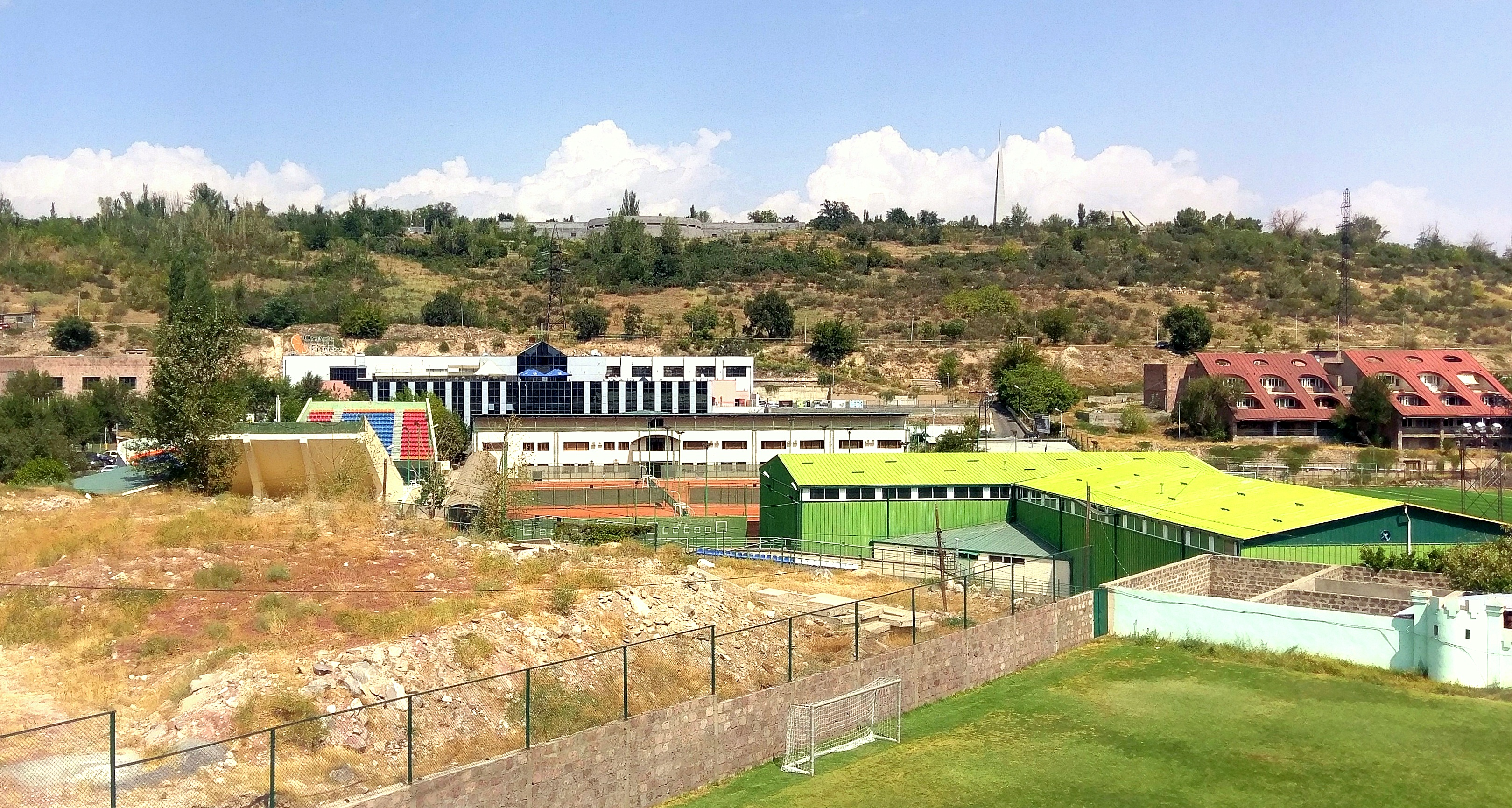
Complejo de tenis Incourt en Ereván.

- El tenis es bastante popular en Armenia. Sargis Sargsian es el mejor tenista que representó al país a nivel internacional. Él es un atleta olímpico en 3 ocasiones que ganó el Campeonato de Tenis del Salón de la Fama de 1997 en singles y el Abierto de Citi 2003 y el Trofeo Niacista BRD Năstase 2003 en dobles. Ciertos miembros de la diáspora armenia como Andre Agassi, David Nalbandian y las hermanas Maleeva se han destacado en el deporte.
- La unión de rugby en Armenia es uno de los deportes en crecimiento. El equipo nacional de sindicatos de rugby de Armenia ha extraído gran parte de su fuerza de la diáspora armenia y del hecho de que hay muchos jugadores de rugby armenios en Francia. También se ha fortalecido con la popularidad del rugby en la vecina Georgia.

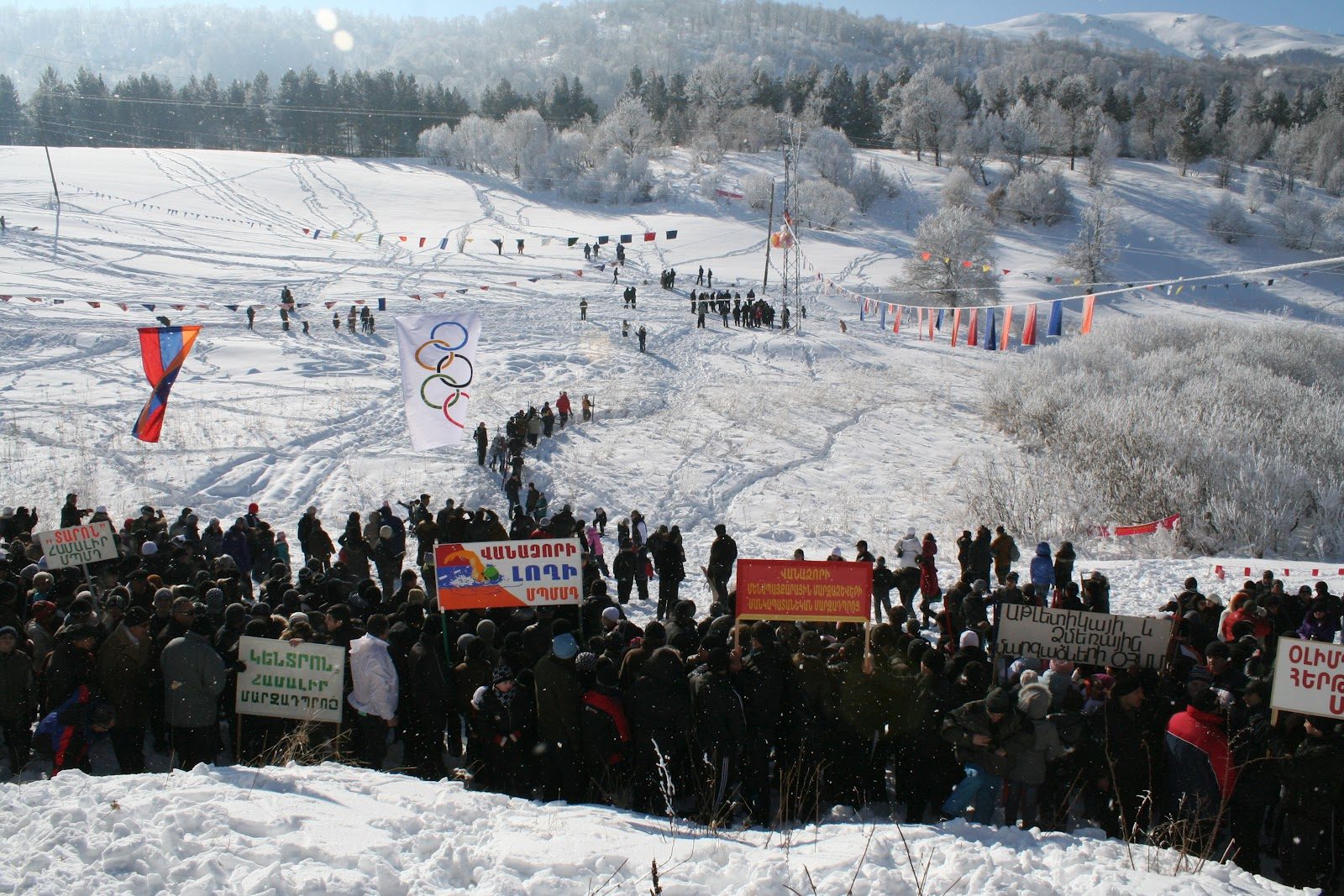
Estación de esquí Vanadzor.

- El esquí también es uno de los deportes en crecimiento en Armenia. La naturaleza montañosa del país ha permitido el desarrollo del deporte, especialmente después del establecimiento de la estación de esquí de Tsaghkadzor en 1986. En general, la temporada de esquí en Armenia comienza a mediados de diciembre y se extiende hasta marzo. Hay estaciones de esquí en Vanadzor y Jermuk también.
- El hockey sobre césped es principalmente popular en la ciudad de Hrazdan. Allí se encuentra la única sede de hockey sobre césped de Armenia, con una capacidad de 1.500 asientos. Hrazdan Hockey Club ocasionalmente representa al país en varios torneos regionales e internacionales.[7] El jugador armenio-soviético y medallista de bronce olímpico de 1980 Sos Hayrapetyan[8] jugó para el club entre 1988 y 1992.[9]

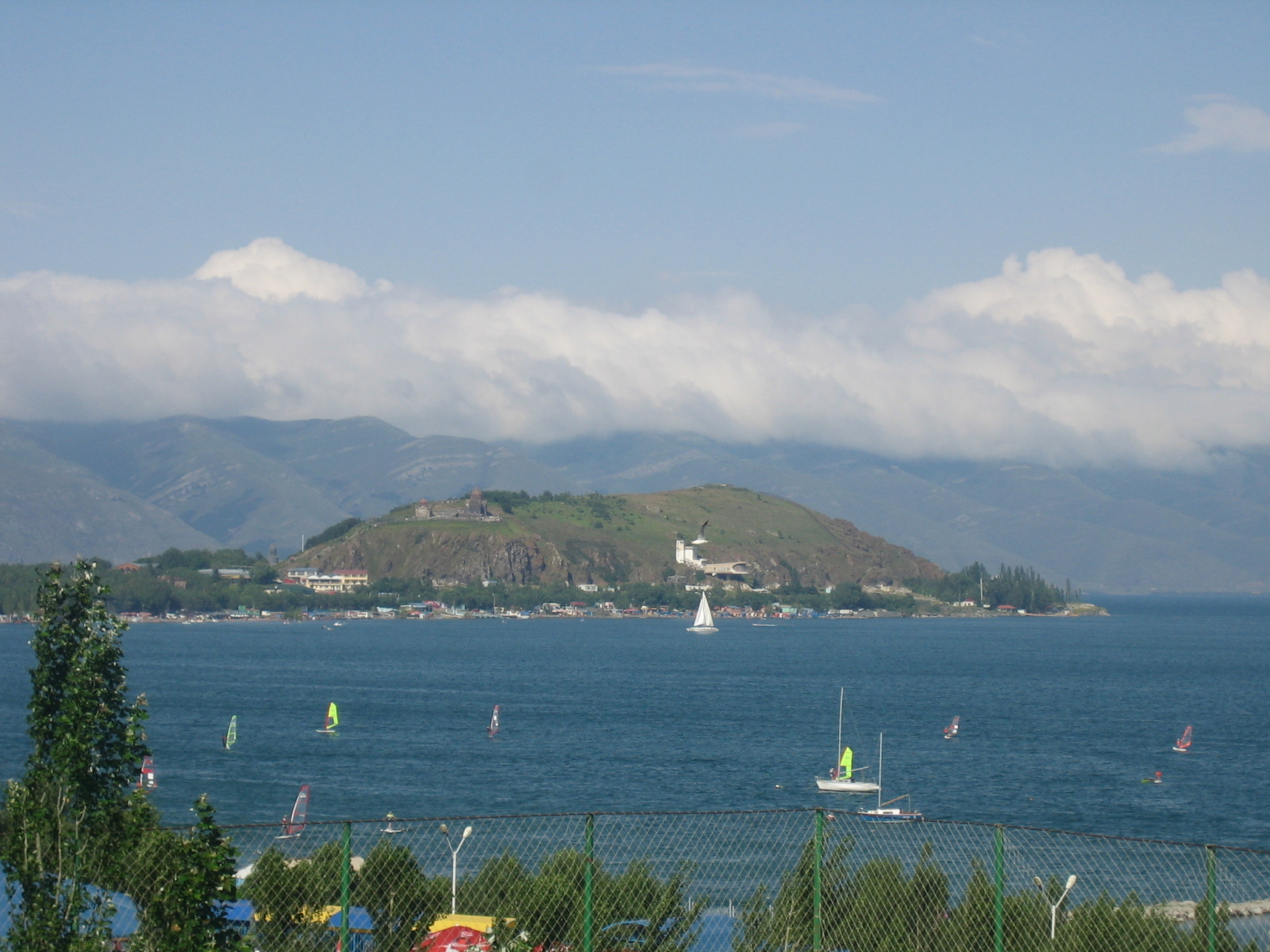
Windsurf en Sevan.

- El windsurf y el kitesurf se están volviendo populares en Armenia. Fue introducido por primera vez por iniciativa del segundo presidente de Armenia, Robert Kocharyan, quien fundó el Yerevan Yacht Club a fines de la década de 1990.[10] El deporte está siendo regulado por la Federación Profesional de Windsurf y Kitesurf de Armenia. Las competiciones tienen lugar regularmente en el lago Ereván, el parque Lyon de Ereván y el lago Sevan.[11]

- El deporte ecuestre en Armenia se fundó en 1953 y actualmente está dirigido por la Federación de deporte ecuestre de Armenia (FEA), reconocida mundialmente por la Federación Internacional de Deportes Ecuestres (FEI). Con el creciente interés por el deporte ecuestre en Armenia, se abrieron muchos centros ecuestres en Armenia, incluido el Centro Ecuestre Hovik Hayrapetyan y el centro ecuestre Mirage en Ereván, el centro ecuestre Ara y Aytsemnik en Aknalich (cerca de Vagharshapat) y el club de equitación Ayrudzi en Ashtarak
- El ciclismo como deporte se está volviendo popular entre la joven generación armenia. El Velódromo de Ereván es un lugar de ciclismo en pista al aire libre con estándar internacional, inaugurado en 2011 para reemplazar el antiguo lugar de los días soviéticos.[12] Edgar Stepanyan de Armenia se convirtió en campeón de la carrera de scratch en el Campeonato de Europa Júnior 2015 de la UEC.[13]
- Recientemente, las MMA han ganado popularidad masiva en Armenia, a través de los esfuerzos de la Federación Profesional de Lucha de Armas. Fue fundado en Ereván en 2005 por Hayk Ghukasyan y actualmente dirige varias sucursales en las provincias de Armenia y Artsakh, con más de 2,000 atletas.[14]

## Organizaciones
Homenetmen y AGBU son las dos organizaciones más grandes dedicadas al atletismo entre los armenios. Ellos, especialmente Homenetmen, han abierto capítulos en todo el mundo, donde sea que esté presente una comunidad armenia. Homenetmen organiza los Juegos Pan-Homenetmen cada año, cuando los miembros de la organización se reúnen en una ciudad anfitriona para jugar partidos amistosos entre sí en diversos deportes como fútbol, baloncesto, atletismo, hockey sobre hielo y voleibol.

## Esfuerzos de reconstrucción modernos

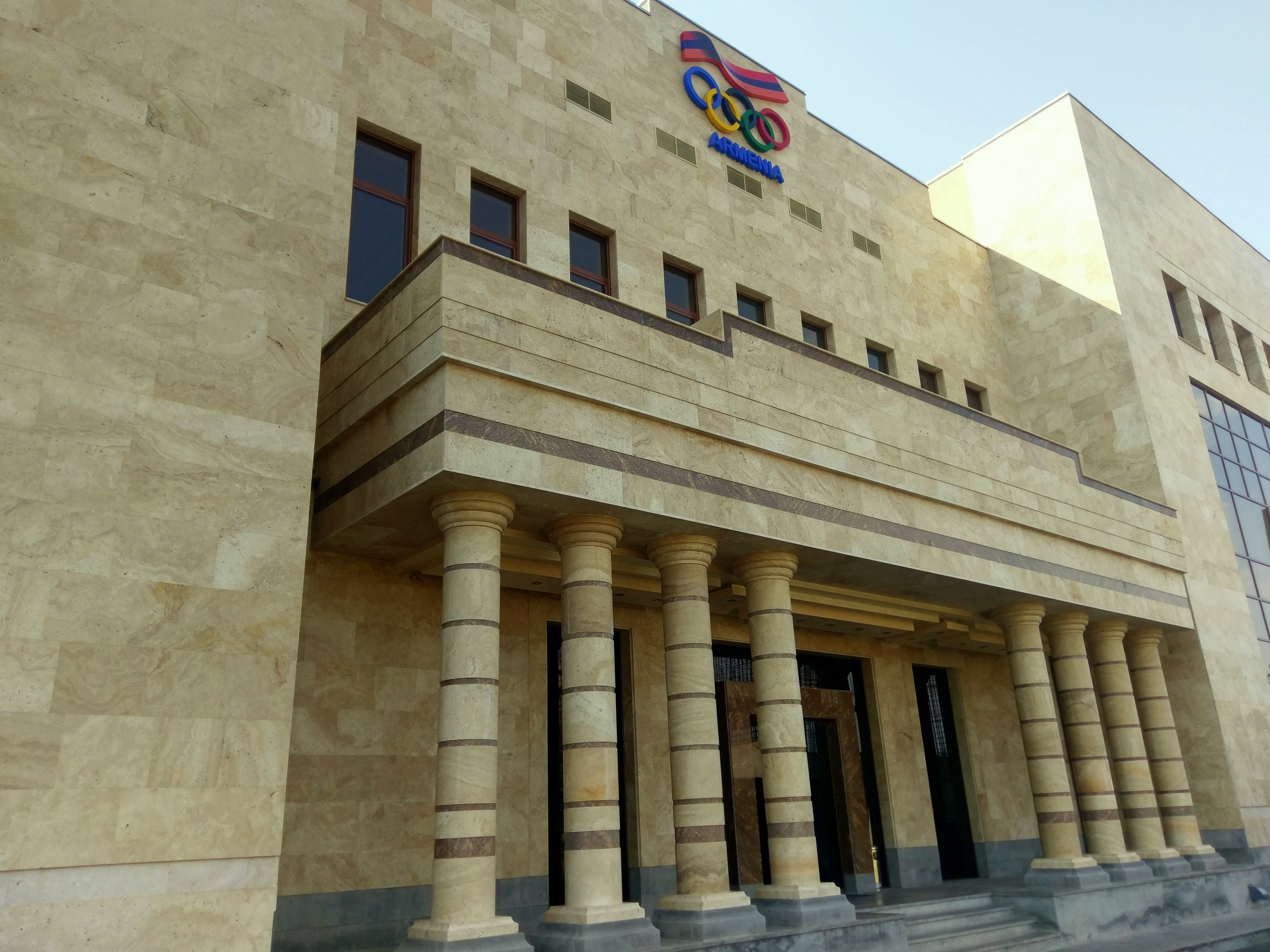
Olympavan, el complejo de entrenamiento del Comité Olímpico Armenio en Ereván.

A partir del presupuesto estatal de 2016, el gobierno de Armenia asigna anualmente alrededor de US $ 3,83 millones para deportes y se lo entrega al Ministerio de Deportes y Asuntos de la Juventud, el organismo que determina qué programas deberían beneficiarse de los fondos.
Debido a la falta de éxito últimamente a nivel internacional, en los últimos años, Armenia ha reconstruido 16 escuelas deportivas de la era soviética y les ha proporcionado equipos nuevos por un costo total de $ 1.9 millones. La reconstrucción de las escuelas regionales fue financiada por el gobierno armenio. Se han invertido alrededor de $ 9.3 millones en la ciudad turística de Tsaghkadzor para mejorar la infraestructura de deportes de invierno, debido a las malas actuaciones en los recientes eventos de deportes de invierno. En 2005, se abrió un centro de ciclismo en Ereván, con el objetivo de ayudar a producir ciclistas armenios de clase mundial. El gobierno también ha prometido una recompensa en efectivo de $ 700,000 a los armenios que ganen una medalla de oro en los Juegos Olímpicos. El rector del Instituto Estatal de Cultura Física de Ereván, Vahram Arakelian, cree que Armenia producirá campeones olímpicos en 2016, porque para entonces "se verá el trabajo de los nuevos entrenadores y su influencia en sus alumnos".
La Federación de Fútbol de Armenia ha abierto 3 academias modernas de entrenamiento de fútbol en Ereván, Gyumri y Vanadzor, en 2010, 2014 y 2016, respectivamente.